# Scolecobasidium tshawytschae
Scolecobasidium tshawytschae är en svampart som först beskrevs av Doty & D.W. Slater, och fick sitt nu gällande namn av McGinnis & Ajello 1974. Scolecobasidium tshawytschae ingår i släktet Scolecobasidium, divisionen sporsäcksvampar och riket svampar.   Inga underarter finns listade i Catalogue of Life.